# ألفريد بيرد
ألفريد بيرد (بالإنجليزية: Alfred Bird)‏ هو كيميائي ومُصنع طعام إنجليزي، وُلد عام 1811 في نيمسفيلد في إنجلترا، وتتلمذ فيما بعد في مدرسة الملك إدوارد في برمنغهام. اخترعَ ألفريد عددًا من المنتجات الغذائية. والدهُ كان محاضرًا في علم الفلك في كلية إيتون. استمر ابنه في تطوير أعمال والده بعد وفاته.